# USM Khenchela
El USM Khenchela es un equipo de fútbol de Argelia que juega en la División Nacional Aficionada de Argelia, la primera división de dicho país.

## Historia
Fue fundado el 28 de julio de 1943 en la villa de Khenchela, al este del país y en sus primeros años jugó en la segunda categoría de Argelia antes de su independencia.
La década de los años 1970s ha sido la más exitosa para el club, ya que en la temporada 1973/74 logra el ascenso al Campeonato Nacional de Argelia por primera vez en su historia. En su primera temporada en la liga terminó en el lugar 12, salvándose del descenso por tres puntos; pero descendió en la siguiente temporada al terminar en el lugar 14 entre 16 equipos.
En el año 2011 se convirtió en uno de los equipos fundadores de la División Nacional Aficionada de Argelia debido al proceso de profesionalización del fútbol en Argelia en ese año.

## Palmarés
- Primera División de Argelia: 1

1973/74